# Forêt de Sainte-Croix-Volvestre
La forêt de Sainte-Croix-Volvestre est un massif forestier situé dans le sud-ouest de la France, dans le département de l'Ariège, sur la commune de Sainte-Croix-Volvestre en Volvestre, dans le massif des Petites Pyrénées. Elle se trouve dans le périmètre du parc naturel régional des Pyrénées ariégeoises.

## Histoire
Donnée le 12 février 1263 par Gentile de Gensac aux religieuses de l'Ordre de Fontevrault établies au village depuis le début du XIIe siècle, c'est une ancienne forêt royale devenue pour partie domaniale dans les années 1970.
En 1667, elle fut visitée par Louis de Froidour, Grand-maître des eaux et forêts de Louis XIV, à la recherche de grands arbres pour les besoins de la marine royale.

## Description
D'une surface de 300 hectares, la forêt est gérée principalement par l'Office national des forêts (forêt domaniale et privées). La forêt de Sainte-Croix-Volvestre est parcourue par de nombreux chemins.
La particularité de cette forêt est de posséder une belle sapinière de basse altitude (ici vers 300 mètres), d'origine ancienne, alors que, dans la région, le sapin pectiné est présent plutôt en montagne entre 900 et 1 700 mètres. Les autres principales essences de la forêt de Sainte-Croix-Volvestre sont les chênes sessiles et pédonculés, châtaigniers, charmes, et frênes sont également présents en mélange.

## Activités
Sont présents des sentiers balisés pour la randonnée pédestre et un sentier d'interprétation.